# 斑鬣狗
斑鬣狗（学名：Crocuta crocuta），又名斑點鬣狗、斑點土狼，是食肉目下的哺乳動物，為斑鬣狗屬下唯一的現存種。牠們体形中等偏大，是陸地上的肉食性動物，栖息地位於撒哈拉以南非洲。由於斑點鬣狗廣泛的分布區域及龐大的個體數量，牠們被國際自然保護聯盟登記為無危物種，估計個體數量約為27,000至47,000頭；然而，保護區外的斑點鬣狗個體卻因為棲息地喪失及偷獵數量正逐漸減少當中。斑點鬣狗被認為最早起源於亞洲，並且至少曾經在歐洲生存了一百萬年直到更新世的結束。斑點鬣狗為鬣狗科中現存體型最大的物種，並且與其他物種的有很大的差異，包括較圓的耳朵、較短的鬃毛、全身的斑點、較為強壯完整的齒式、較少的乳頭數目及雌性的假陰莖；同時斑點鬣狗也是唯一缺乏外陰戶的哺乳動物。
斑點鬣狗為食肉目中社會性最強的物種，能够发出低沉及像鳥的吠聲和很像人的笑聲，並具有很大的族群數量以及複雜的社交行為。斑點鬣狗的群體制度與其他食肉目十分不同，其群體數量、階級制度、與群體其他成員的互動頻率相較之下反而與靈長目獼猴亞科（包括獼猴以及狒狒）更為相似。然而，群體中個體間在狩獵、交配中均偏向於競爭而非合作。雌性斑點鬣狗僅會照顧自己的幼獸，雄性則毫無育幼行為。斑點鬣狗為母系社會，由體型較大的雌性統御雄性。
斑點鬣狗經常被誤認為是吃腐肉的，大部份的食物都是搶奪來的食物，斑點鬣狗的消化系統十分強大，甚至可以消化獵物的皮、骨與其他一般動物難以進食消化的部分，是所有非洲掠食者中最能有效利用獵物所提供能量的物種。斑點鬣狗是撒哈拉以南非洲最普遍的掠食者（归功於牠們強大的適應能力以及投機主義），棲息在非洲的大草原。
斑點鬣狗與人類的互動具有很久遠的歷史，人類對牠們的描繪最早出現於舊石器時代晚期，包括拉斯科洞窟壁畫及肖維岩洞的繪畫與雕刻。斑點鬣狗在西方文化與非洲傳統宗教均具有不好的名聲。在前者中，斑點鬣狗被認為是醜陋且懦弱的動物；在後者中，則被認為是貪婪、暴食、愚笨但又具有力量與潛在危險性的動物。西方人對鬣狗的印象多來源自於亞里斯多德與老普林尼的寫作當中，
雖然兩者的描述並沒帶有太多的批判。對斑點鬣狗的負面批判多半來自於《博物學者》，在其中牠們被描述為雌雄間性及喜好盜墓的動物。國際自然保護聯盟的鬣狗研究小組認為這樣的壞名聲對於斑鬣狗物種的存續上是有害的，不管是人工飼養個體還是野生個體。

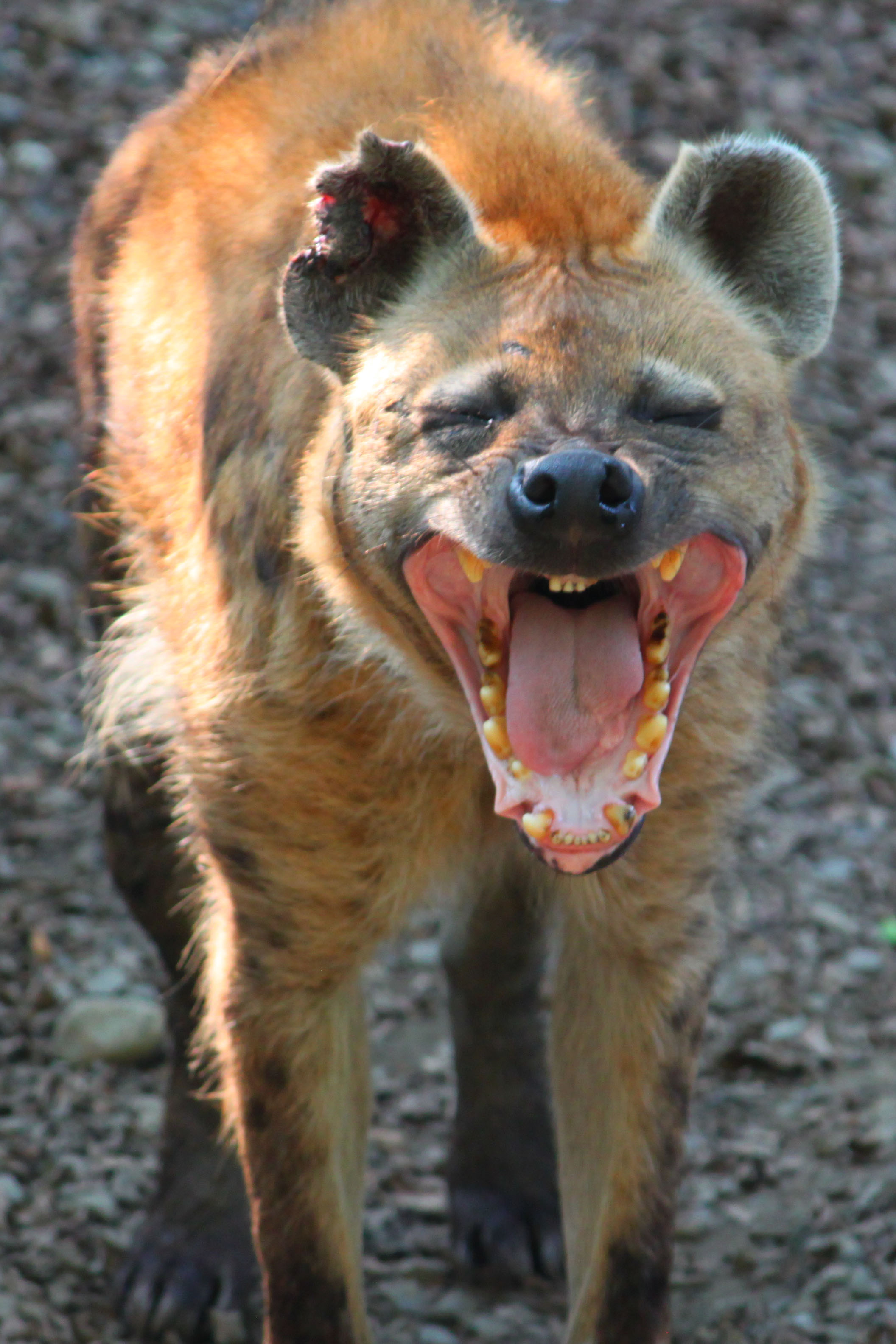
斑鬣狗打哈欠

## 分類及演化
斑點鬣狗是于1777年由德國自然學家約翰·克里斯蒂安·波利卡普·埃爾克斯勒本首次正式描述的。斑點鬣狗學名的古希臘文字根被老普林尼用來描述一種埃塞俄比亞的不明動物，有可能就是鬣狗。這個字根是來自番紅花屬的學名，是古時的一種黃色染料。在文學上意思是「番紅花顏色的物體」。
雖然斑點鬣狗有一些像犬科，但牠們其實是更為接近靈貓科。斑點鬣狗屬於貓型亞目，故較接近貓科而多於犬科。斑點鬣狗是鬣狗科中現時最大型的成員。相信斑點鬣狗的祖先是於上新世（533-180萬年前）從縞鬣狗分支出來。由於當時劍齒虎開始消失，並由短牙的貓科所取代，一些鬣狗開始自行獵食及演化成新的物種，包括現今的斑點鬣狗。

### 亞種
- 洞鬣狗 Crocuta crocuta spelaea
- 最後鬣狗 Crocuta crocuta ultima

## 描述

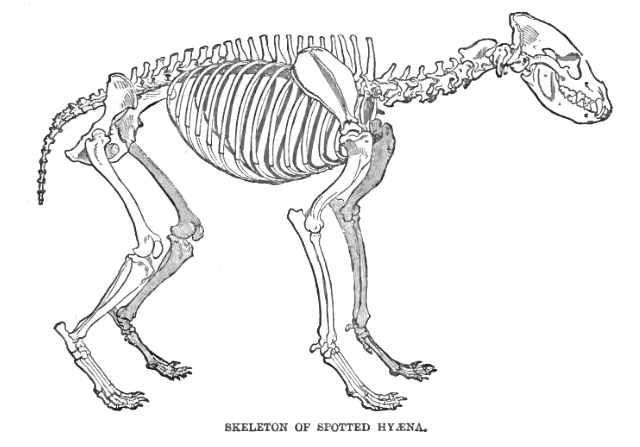
斑鬣狗的骨骼。

斑點鬣狗為鬣狗科中體型最大的現存物種，約長 95—165.8 cm（37—65英寸），站立時肩高 70—91.5 cm（28—36英寸），雌性大于雄性。生活於塞倫蓋蒂地區的成年雄性斑點鬣狗體重為 40.5—55.0（89—121磅），雌性則為 44.5—63.9（98—141磅）。生活於尚比亞地區的斑點鬣狗傾向於擁有較重的體重，成年雄性平均體重約為 67.6（149磅），雌性則為 69.2（153磅），目前已知最重體重分別可達 81.7（180磅） 及 90（198磅）。科學家估計現已滅絕的歐亞大陸斑點鬣狗個體體重可以達到 102（225磅）。
斑點鬣狗咬合力是陸地食肉哺乳動物最強的，達1300磅,可以咬碎牛羚，斑马等這類大型動物的骨頭
斑點鬣狗的毛皮呈淡黃色至淡褐色，身上有不規則的暗點，會隨著年紀而消褪。鼻端黑色。牠們有長及強壯的頸部，有粗糙的鬃毛。
斑點鬣狗的前身比後身大，故看起來身體呈傾斜及像熊的姿勢。斑鬣狗的心臟很大及耐力驚人，可以追逐獵物數小时。當追捕獵物時，斑點鬣狗可以保持每小時50公里跑畢超過3公里。牠們亦是游泳能手，可以控制浮力及閉氣在水底行走。
野生的斑點鬣狗平均壽命是12歲，而畜養的則可達25歲。

## 行為
斑點鬣狗會排泄油性及黃色的物質來區分牠們的領域。牠們的肛門貯袋會向外翻，形成一個向領袖服從的姿勢。牠們亦會用爪子把分泌出來的物質抓在地上，形成一道嗅覺的疆界。

### 狩獵及食性

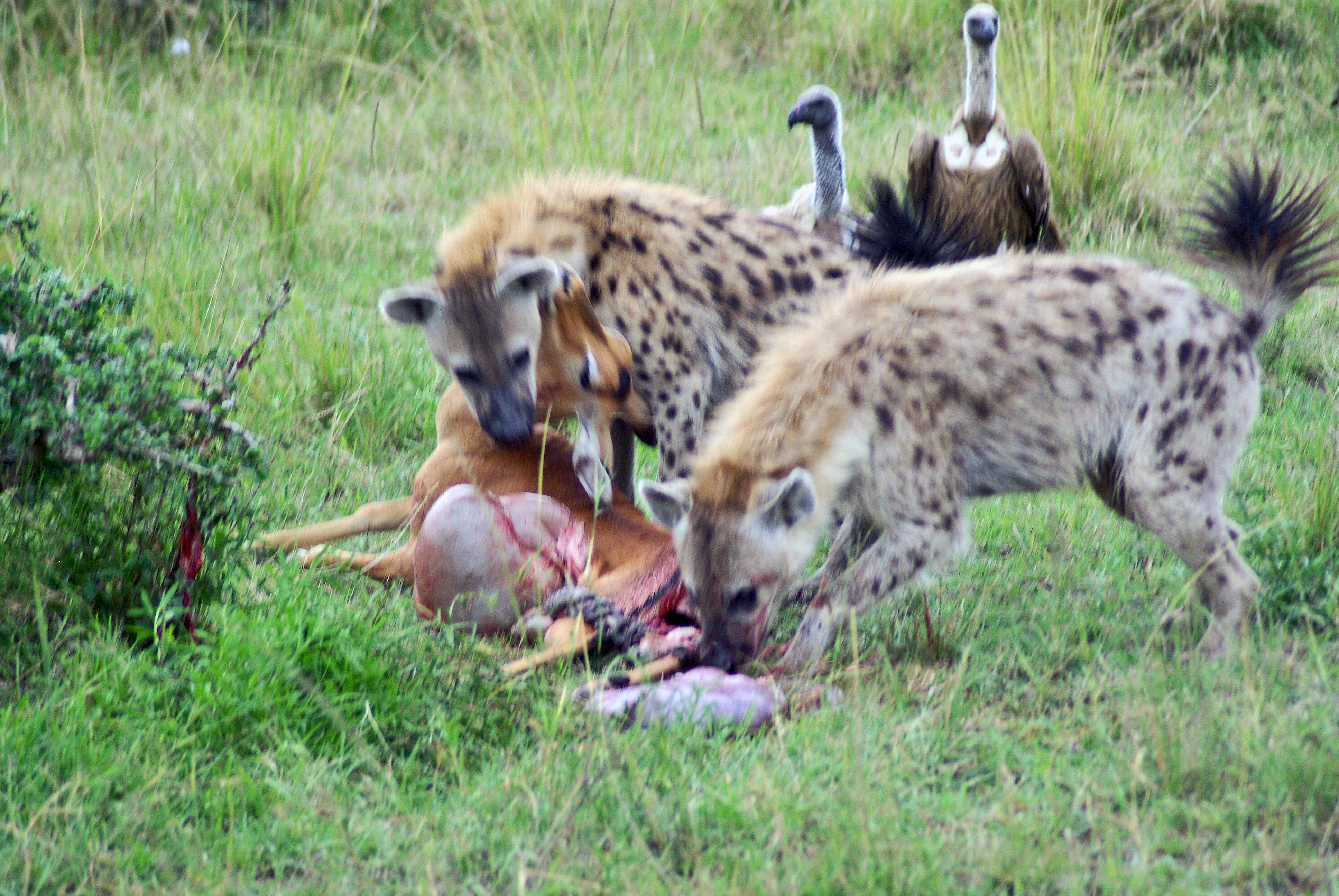
斑點鬣狗正在吃從獵豹手中偷回來的黑斑羚屍體。

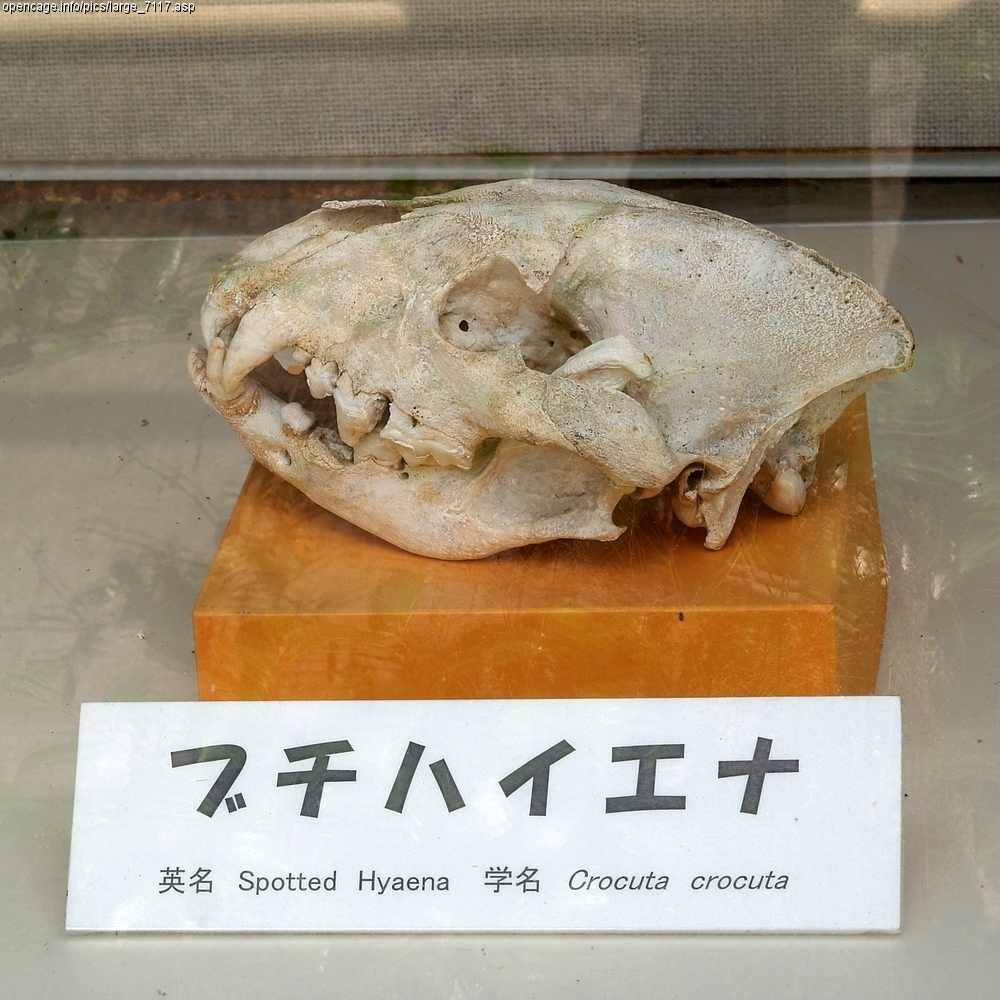
斑點鬣狗的頭骨。

雖然斑點鬣狗很適合吃腐肉的生活模式，但大部分食物是靠狩獵而來，少部分則是搶奪，例如從獵豹或花豹的口中搶奪。牠們的牙齒並非專門供吃腐肉的，而是發展成更為「全方位」的。
斑鬣狗食物主要靠群體狩獵而來，似乎較喜歡中型的有蹄類（如牛羚或斑馬），多於大型（如非洲水牛）或細小（如湯氏瞪羚）的動物。斑點鬣狗不像狼，牠們會依賴視覺而多於嗅覺來選擇獵物。基於狩獵方法，斑點鬣狗一般會選擇群族中體能上較低的動物。斑點鬣狗狩獵的模式與非洲野犬相似，都會追捕獵物一段長距離，直至牠疲憊為止。當狩獵大型獵物時，斑點鬣狗會咬獵物的下半身，並會撕開其腹部。一般會先吃內臟及腳部肌肉，若獵物是懷孕的雌性，牠們則會先吃了胎兒，而頭部則留至最後。一隻斑鬣狗每次可以吃14.5公斤的肉，差不多是牠們體重的三分之一，這在哺乳動物中是奇高的。牠們的消化系統有強力的胃酸，可以幫助牠們完全消化整頭獵物，包括其皮膚、牙齒、角、骨頭及蹄。由於攝取了大量的鈣，牠們的糞便像有硬殼般及呈白色的。另外，牠們亦可以從乾屍中吸收營養。斑點鬣狗會將不能消化的部份吐出來。於牛羚繁殖的季節，捕獲的獵物過多而斑點鬣狗會只選擇一些部位來吃，所以在其密集的地方會發現很多遺棄的骨頭。斑點鬣狗吃獵物的時候會爭先恐後，但卻是以吃的速度來競爭而非打鬥。一群斑點鬣狗只需36分鐘就能完全吃掉一頭斑馬。斑點鬣狗很少會做多餘的殺戮，但1966年曾發現一群斑鬣狗在大雨滂沱的晚上殺死了110頭湯氏瞪羚，但只卻吃了其中一小部份。
斑點鬣狗一般會維持時速60公里來追捕成年的牛羚達5公里之遠。通常是由一隻斑點鬣狗追捕獵物，但若是抵抗性較高的獵物時則有所不同。牛羚有時會逃入水中來避開追捕，但這卻無法阻礙斑點鬣狗的狩獵，而往往都能狩獵成功。雖然斑點鬣狗一般都是成群進行獵食，但一隻斑點鬣狗其實就足以殺死成年的雄性牛羚。斑點鬣狗的獵物中有75%都是獨自獵殺的，但獨自獵殺的成功率卻只有26%，相比成群2-4隻斑點鬣狗的46%成功率則相形見絀。
面對狩獵斑馬則需要另一種技巧，因為斑馬逃跑時是一整群的，而帶領的斑馬會猛烈地保護自己的同伴。一般狩獵斑馬需要10-25隻斑鬣狗，並會以新月的隊形來追捕。追捕往往都會較慢，時速只有約15-30公里。帶領的斑馬會嘗試阻隔在斑點鬣狗與斑馬群之間，一旦有斑馬落後於群體，斑點鬣狗就會一湧而上，這通常需要追捕達3公里才會發生。雖然斑點鬣狗會騷擾領頭的斑馬，但牠們的目的其實是引開牠的注意，而目標始終是在斑馬群。
斑點鬣狗由於棲息地的差別，很少會攻擊非洲水牛，但仍有報導指出牠們曾殺死一頭成年雄性水牛。斑點鬣狗亦會獵殺其他動物，包括魚類、龜、黑犀牛、河馬、象、穿山甲、蟒蛇、胡狼、家畜及人類。
斑點鬣狗在日間會吃腐肉較多，故會同時引來禿鷹。牠們亦會靠近獅子或人類的地方，多於其他非洲的掠食者。牠們有時亦會收藏食物，有報導就指一些斑點鬣狗將食物藏於水中。斑鬣狗只喝很少水，一般都只會喝不多於30秒。

### 繁殖

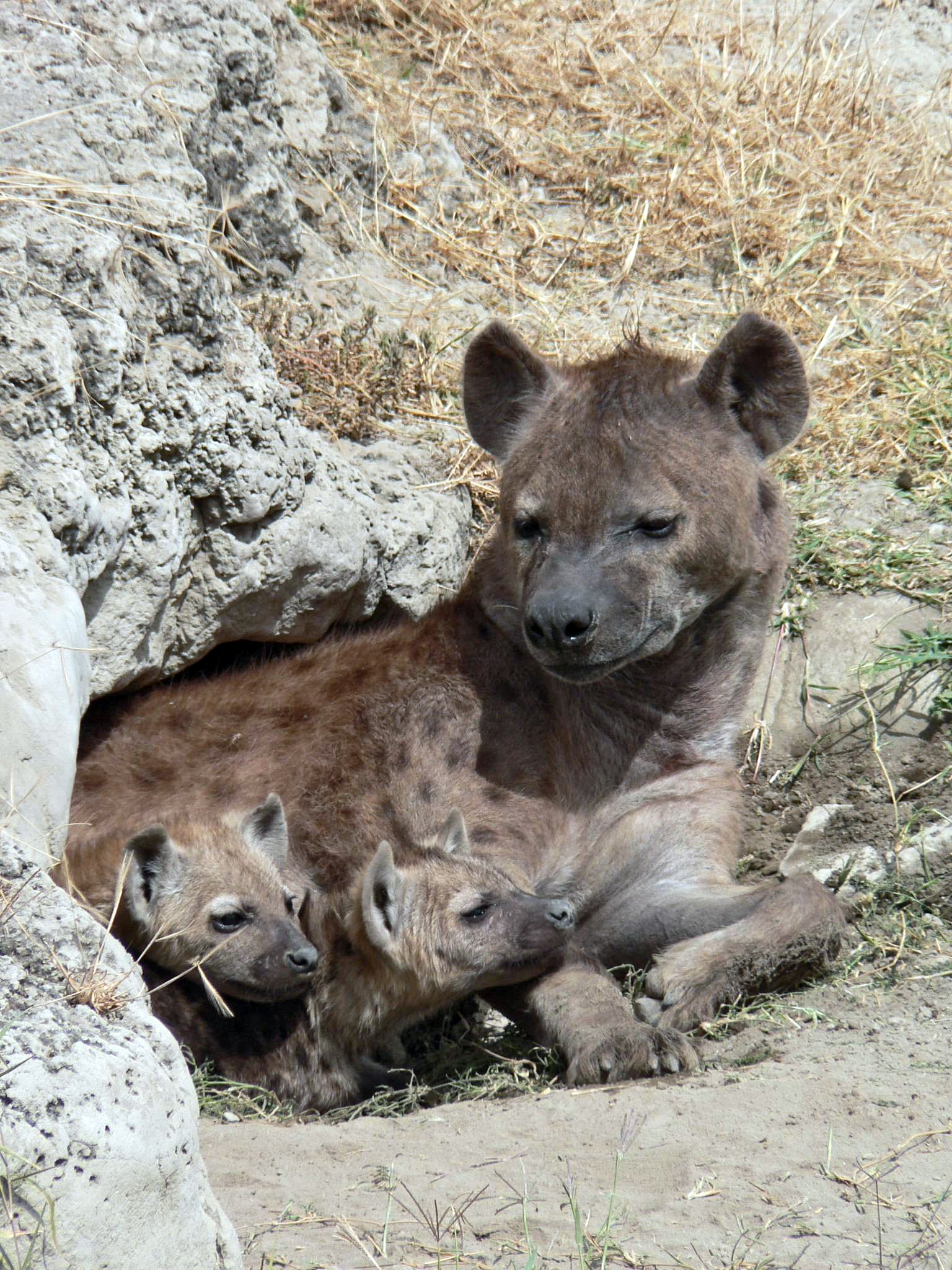
斑點鬣狗與兩隻幼獸。

雌性斑點鬣狗的泌尿生殖系統在哺乳動物中很獨特。雌性的陰蒂很長，像勃起了的陰莖，陰道口則是在其頂端，故只能靠此來分辨性別。雌性會用這個器官來排尿、交配及生育。由於在沒有雌性的協助下是不可能交配的，故雌性斑點鬣狗可以自行選擇與誰交配。雄性斑點鬣狗的陰莖沒有陰莖骨。
由於產道在差不多陰戶的位置才轉向至陰蒂，而陰蒂本身亦很窄，所以生育對斑鬣狗來說是很困難的事。很多飼養的初產母親的胎兒都是死產，原因是過長的分娩時間。相信有10%的野生初產母親死於分娩。斑點鬣狗一般每胎會有兩隻幼獸，而要10個月時間來餵哺。
科學家相信雌性斑點鬣狗生殖器的特徵是因雄性激素在發育初期就已傳遞胎兒。但是在阻止雄性激素進入胎兒後，生殖器的情況並沒有改變。其他鬣狗物種並非這樣，故相信斑點鬣狗是較近期的分支。雄性化的雌性生殖器亦在一些長臂猿、蜘蛛猴及熊狸出現，但融合的外陰則只在斑點鬣狗出現。
斑點鬣狗的妊娠期約4個月，幼獸出生時已開眼，牙齒已經完全生成。出生時，幼獸重約1-1.6公斤，並且會互咬對方。同性別的胎兒會互相打鬥，甚至會死亡。估計有25%的死亡率是因幼獸互咬所致。由於單一胎兒可以獲得更多食物及生長較快，這一類的行為可謂是一種適應性。斑點鬣狗乳汁非常有營養，蛋白質含量是陸上食肉動物最高的，佔14.9%，而脂肪則佔14.1%，僅次於北極熊，所以不像獅子或非洲野狗，斑點鬣狗可以一個星期不給幼獸餵食。出生後的2-6個星期，幼獸會被遷移至巢穴中。幼獸在8個月完全依賴母乳為生，直至12-16個月大才會斷奶。斑點鬣狗的成熟期為3年，雌性較雄性成熟得慢。一般雄性在2歲時就會離巢，而雌性則仍須待在巢中。

### 溝通

#### 發聲
斑點鬣狗是非洲的哺乳動物中最多發聲的動物，現已發現有超過11種不同的聲音。
| 名称     | 声音描述 | 姿态                                                     | 背景情况                                                                 |
| -------- | --- | -------------------------------------------------------- | ------------------------------------------------------------------------ |
| 高呼     | 一系列通常为六至九声（有时高达15声），每声持续两到三秒，而两声中间间隔二到十秒不等。“呜”声以低音起头而以高音结束，声音可传至五公里开外。 | 通常站立发出，嘴微张而头下俯                             | 无论独行或在一群中，随机发声没有外部原因。雌雄均可发出                   |
| 快速高呼 | 接近于高呼声，但音调更高，而声音更短 | 尾巴保持水平或翘起，双耳立起。通常跑动时发出，嘴向下张。 | 当在准备进攻狮子、鬣狗或其他捕食者时发出，通常因为对方对猎物归属存在争议 |
| 呼嚕聲   | 低沉而持续数秒的咆哮聲 | 口不張開，帶有攻擊性的举动                               | 当有不受欢迎的鬣狗接近时发出，可能紧跟着驱赶                             |
| 呻吟     | 接近于呼噜声，但声音更像“呜呜”而音调更高                                                                                                 |                                                          | 在集会仪式前和仪式中发出                                                 |
| 低声     | 持续数秒音调较低的“呜呜”声 | 嘴巴微张，而头呈水平                                     | 接近于快速高呼，但攻击倾向较弱                                           |
| 傻笑聲   | 一系列的大声的，极高音的“嘿嘿嘿”声，通常持续时间少于五秒                                                                                 | 跑动中发出，嘴微张                                       | 当被攻击或被追赶时发出，通常因猎物而起                                   |
| 叫喊聲   | 大声的高音的呼叫，持续数秒 | 跑动中发出，嘴微张                                       | 当被咬到时发出                                                           |
| 咆哮     | 大声的，间断的低音的“啊哦”声音，持续数秒                                                                                                 | 防御姿态                                                 | 当受到攻击，在反击之前发出                                               |
| 轻笑     | 一系列低声，轻柔的断音，持续数秒 | 嘴合住或微张，呈逃跑姿态，尾巴水平或向上，双耳立起       | 当进攻大型猎物，或受到狮子或人类的惊吓时发出                             |
| 大声哼笑 | 音量略大于轻笑，持续长达五分钟以上 | 嘴合住或微张，尾巴向上，双耳立起                         | 遭遇狮子或其他鬣狗群                                                     |
| 哀鸣     | 高音大声而快速间断的“咿”尖声 | 嘴微张，头和尾巴向下                                     | 多为幼兽跟随母亲在吃奶前发出，或是在进食被阻碍时发出                     |
| 轻声哀鸣 | 音量略小于哀鸣，没有间断 | 嘴微张，双耳下垂，头偏向一侧露出牙齿                     | 在长期分别后遇到同族时发出，幼兽和成年均可发出                           |

#### 身體語言
- 陰莖檢視：是群族成員間的親切招呼，一般是由低階的成員展開。牠們會互相嗅對方的鼻、口、頭及頸，接著會四腳朝天的互相嗅對方的陰莖達半分鐘之久。1個月或更大的斑點鬣狗會以這種方式打招呼。成年雄性很少會與雌性這樣打招呼。
- 照料：母親會與幼狗互相舔對方，但很少在成年之間出現。
- 求愛：雄性由後方接近雌性，頭向下垂而陰莖勃起。雄性會扒雌性後方的土地，用腳留下牠的氣味。

### 群居
斑點鬣狗的族群可以包括5-90個成員，並由一隻雌性所帶領。族群的生活是圍繞在巢穴附近，只有幼狗會生活在巢穴內。每一族群都是一個永久的社會群體。族群是由複雜的社會階級所影響，甚至幼狗會在學懂行走前就可認識這個觀念。雌性是支配的成員，接著是幼狗，而成年雄性則是最低層的。牠們的社會有高度的結構，並由母系族譜（即由單一母親所生的雌性）所支配。牠們的社交行為非常複雜，經常涉及聯盟及轉移聯繫等。在這方面斑鬣狗像很多舊世界的靈長目而多於其他的食肉目。雄性斑點鬣狗約於2歲時就會離開族群，而雌性則會留在自己出生的族群中。
族群中的下層成員會舔高層雌性的性器官，作為一直臣服的表示。所有族群中的雄性都會舔雌性領袖的性器官，而由於最高層的雄性都在最低層雌性之下，故很少會有斑鬣狗舔雄性的陰莖。
雌性會傾向與其他族群的雄性交配，從而防止近親繁殖。雌性斑鬣狗很少會與帶有高度攻擊性的雄性斑點鬣狗交配，相反，較平靜及順服的雄性則會被選上。耐性可謂很緊要，因為有時求愛可以長達1年。故此，較優越及缺乏耐性的雄性會很難找到伴侶。尽管求愛複雜，雌性會自行帶大幼獸，而族群中其他同類殺死幼獸的现象非常普遍。

## 傳統觀感
古希臘哲學家亞里士多德是第一個挑戰鬣狗雌雄同體說法的人。但是從其描述中估計，他所指的是縞鬣狗，而非斑鬣狗。
在基督教時代至中世紀時，對鬣狗有兩個指控：一是牠們可以改變性別，二是牠們會挖掘墳墓吃人類屍體。前者是象徵性地與猶太人有關，並在反猶太主義中反映出來，後者則是威脅到人類的傳統。洛利爵士（Sir Walter Raleigh）相信鬣狗並不在挪亞方舟中，而是像騾的混種動物，可以隨時重新創造。
於1656年，南非實施了首度獵殺掠食動物的法例。鬣狗被分類為狼的一類，若殺死一隻可以獲得4個銀幣的獎賞。獵殺掠食動物是早期非洲的普遍活動，這直至20世紀才結束。於1903年至1927年，在克魯格國家公園就共有18428隻掠食動物被獵殺，估計當中有521隻斑鬣狗。
非洲對斑鬣狗的態度與西方世界的差不多。坦桑尼亞的卡古魯人及塞內加爾南部的部落認為斑鬣狗是不適合食用的及貪婪的雌雄同體。一個古老的非洲部落就被傳有變為鬣狗的能力。在尼日利亞東北部的博爾努人就有「鬣狗人」的古老傳說，而他們的語言中有就一個單字意思是「我變身為鬣狗」。
現今對斑鬣狗的觀感並不較20世紀前為好，直至漢斯·柯魯克（Hans Kruuk）及珍·古德的詳細研究顯示牠們有值得欣賞的地方。塞盧斯（Frederick Selous）指斑鬣狗較狼有更高貴的特徵，並批評那些高舉狼而鄙視斑鬣狗的人。

## 與人類的關係
斑鬣狗會獵食山羊及綿羊。在斑鬣狗與人類有接觸的地方經常會失去家畜，而穀倉等亦會被破壞。在南非、納米比亞及津巴布韋的一些地區，斑鬣狗被大量的獵殺，甚至被完全剿滅。在這些國家，斑鬣狗只限於野生的。雖然牠們一般都不會獵殺人類，但亦曾出現襲擊人類，及甚至致命的事件。在馬拉維的斑鬣狗更為可怕，牠們有時會在夜間襲擊人類，尤其是在酷熱季節時人類睡在室外時。鬣狗的襲擊在馬拉維的帕隆貝平原至Michesi山北部的地區經常發生，於1956年間就有5宗死亡事件，1957年有5宗，而1958年就有6宗。這個情況一直維持至1961年，共有8宗死亡事故。雖然斑鬣狗非常危險，但還是偶爾可見到當寵物飼養的斑鬣狗 （页面存档备份，存于）。

## 大眾文化
迪士尼動畫《獅子王》裡斑鬣狗們為故事中的反派，與邪惡的獅子刀疤聯手推翻統治草原的獅子王木法沙（主角辛巴之父，刀疤之兄）。